# گرگوری پال مارتین
گرگوری پال مارتین (انگلیسی: Gregory Paul Martin؛ زادهٔ ۲۱ ژانویهٔ ۱۹۵۷) یک هنرپیشه اهل بریتانیا است.